# Sin título (Cráneo)
Sin título es una pintura creada por el artista estadounidense Jean-Michel Basquiat en 1981. Aunque a la obra a menudo se le conoce como Skull (en español: Cráneo), es una pieza sin título que se presentó en la primera exposición individual de Basquiat en una galería en la ciudad de Nueva York. La obra fue adquirida por Eli y Edythe Broad en 1982 y ahora se encuentra en el museo The Broad en Los Ángeles.

## Historia
Basquiat comenzó a trabajar en Sin título a principios de 1981. A diferencia de la mayoría de sus piezas, que se completaron de manera exuberante en unos pocos días, Sin título permaneció sin terminar durante varios meses, ya que Basquiat detuvo su finalización. La descripción del historiador de arte Fred Hoffman alude a una visión que Basquiat pudo haber evocado en el estudio: «Uno solo puede especular sobre las razones de esta indecisión, pero varias personas cercanas al artista, incluyéndome a mí y a Annina Nosei, la marchante del artista en ese momento, sospechamos que este joven e inexperto artista dudó en completar el trabajo porque le tomó por sorpresa, incluso pudo haber estado asustado, por el poder y la energía que emanaba de esta imagen inesperada».
La pintura se presentó como Sin título en la primera exposición individual estadounidense de Basquiat en la Galería Annina Nosei en 1982. Cuando se compró, unos meses después, se añadió al título la palabra «Skull» (en español: Cráneo) y ha acompañado al cuadro desde entonces, a través de numerosas exposiciones. Hoffman sugiere que el cambio de título fue «el resultado de confundir la obra con la iconografía más tradicional del memento mori, en el que una calavera implica la muerte».
Sin título representa las dimensiones internas y externas de una cabeza, que existe entre la vida y la muerte. Los ojos están apáticos como si la cabeza estuviera lobotomizada. La expresión facial tenue contrasta con los colores vibrantes que sugieren una abundancia de actividad interna. El uso de cabezas y calaveras por parte de Basquiat está profundamente arraigado en su identidad como afroamericano y evoca las máscaras africanas. Basquiat «desarrolló un estilo único, que combinaba pinceladas expresivas y a momentos violentas con palabras, símbolos y una variedad de materiales, para enfrentar los problemas sociales».